# Constitution de la Hongrie
La Hongrie a connu plusieurs constitutions depuis son indépendance :
- la constitution de 1919, à partir de 1919 ;
- la constitution de 1949, de 1949 à 2012 ;
- Loi fondamentale de la Hongrie, depuis 2012.